# Barbados op de Gemenebestspelen

Vlag van Barbados

Barbados is een van de landen die deelneemt aan de Gemenebestspelen (of Commonwealth Games). Sinds 1954 nam Barbados zeventienmaal deel. Op deze zeventien deelnames behaalde ze in totaal vijftien medailles.

## Medailles
| Barbados op de Gemenebestspelen | Barbados op de Gemenebestspelen | Barbados op de Gemenebestspelen | Barbados op de Gemenebestspelen | Barbados op de Gemenebestspelen | Barbados op de Gemenebestspelen |
| ------------------------------- | ------------------------------- | ------------------------------- | ------------------------------- | ------------------------------- | ------------------------------- |
| Jaar                            | Goud                            | Zilver                          | Brons                           | Totaal                          | Rang                            |
| 1954                            | -                               | 1                               | -                               | 1                               | 14                              |
| 1958                            | 1                               | 1                               | -                               | 2                               | 13                              |
| 1962                            | -                               | -                               | 1                               | 1                               | 17                              |
| 1966                            | -                               | -                               | 1                               | 1                               | 22                              |
| 1970                            | -                               | 1                               | -                               | 1                               | 20                              |
| 1974                            | -                               | -                               | -                               | -                               | /                               |
| 1978                            | -                               | -                               | -                               | -                               | /                               |
| 1982                            | -                               | -                               | -                               | -                               | /                               |
| 1990                            | -                               | -                               | -                               | -                               | /                               |
| 1994                            | -                               | -                               | -                               | -                               | /                               |
| 1998                            | 1                               | -                               | 2                               | 3                               | 22                              |
| 2002                            | -                               | -                               | 1                               | 1                               | 33                              |
| 2006                            | -                               | -                               | 1                               | 1                               | 35                              |
| 2010                            | -                               | -                               | -                               | -                               | /                               |
| 2014                            | -                               | -                               | 1                               | 1                               | 34                              |
| 2018                            | -                               | -                               | -                               | -                               | /                               |
| 2022                            | 1                               | 1                               | 1                               | 3                               | 20                              |